# Ljekovita šparoga
Ljekovita šparoga (vrtna šparoga; lat. Asparagus officinalis), jedna od četiri vrste šparoga koje rastu u Hrvatskoj. 
Porijeklo joj je istočni Mediteran, a danas se često uzgaja po vrtovima, po čemu je nazvana i vrtna šparoga. Nije raširena kao oštrolisna šparoga, komercijalno nije zanimljiva, zakonom je zaštićena, pa je njezina vrijednost tek medicinska. Za ljekovitu šparogu poznato je da pospješuje rad bubrega i izlučivanje vode iz tijela. Smatra se odličnom dijetnom hranom za bolesnike koji boluju od šećerne bolesti; otvara apetit
Njezini mladi izdanci također su jestivi kao i kod njezine rođake A. acutifolius, ali kako je u divljini ima malo u prodaji i prehrani nema večega značaja.
Cvjeta od sredine svibnja do sredine lipnja a vrijeme sazrijevanja bobica u kolovozu.